# Massa Marittima
Massa Marittima ist eine Stadt mit 8174 Einwohnern (Stand 31. Dezember 2023) in der Toskana in Italien.

## Geografie

Lage von Massa Marittima in der Provinz Grosseto

Das mittelalterliche Städtchen liegt in 380 m Höhe auf einem Hügel über der Ebene der Maremma in den Colline Metallifere und in der klimatischen Einordnung italienischer Gemeinden in der Zone E, 2 129 GG. Die Gemeinde liegt etwa 85 km südwestlich der Regionalhauptstadt Florenz, 37 km nordwestlich der Provinzhauptstadt Grosseto und 46 km südwestlich von Siena.
Im südlichen Gemeindegebiet entspringt der Fluss Bruna, im westlichen der Fluss Pecora. Weitere wichtige Gewässer im Gemeindegebiet sind die Torrenti Carsia (10 von 17 km im Gemeindegebiet), Ritorto (16 von 19 km im Gemeindegebiet) und Zanca (12 von 15 km im Gemeindegebiet).
Neben dem Kernort (capoluogo) gehören zum Gemeindegebiet die Ortsteile (frazioni) Ghirlanda (274 m über dem Meeresspiegel, ca. 170 Einwohner), Niccioleta (460 m, ca. 250 Einwohner), Prata (620 m, ca. 560 Einwohner), Tatti (412 m, ca. 230 Einwohner) und Valpiana (145 m, ca. 450 Einwohner).
Nachbargemeinden sind Follonica, Gavorrano, Monterotondo Marittimo, Montieri, Roccastrada und Scarlino sowie das zur Provinz Livorno gehörige Suvereto.

## Geschichte
Die Gegend um Massa Marittima – allerdings nicht nachweislich der Hügel selbst – war schon in etruskischer und römischer Zeit besiedelt. Bereits in der Antike wurden die Bodenschätze der sich nördlich erstreckenden Hügelkette Colline Metallifere (Kupfer, Silber, Eisenerz) abgebaut.
Der Name geht möglicherweise auf das antike Landgut Massa Veternensis zurück, dessen genaue Lage nicht mehr nachvollziehbar ist. Der Beiname Marittima, den Massa erst im Mittelalter erhielt, bedeutet nicht, dass die Stadt an der Küste gelegen wäre, sondern kennzeichnet den Ort als zur Maremma gehörig, der früher mit dem Tyrrhenischen Meer verbundenen Sumpflandschaft, die in römischer Zeit Maritima Regio hieß.
Ihre Gründung und ihren Aufstieg verdankt die Stadt der Verlegung des Bischofssitzes von Populonia im 9. Jahrhundert. Griechische Piraten hatten Populonia zerstört, und der Bischof floh mit den Gebeinen des Heiligen Cerbonius auf diesen Hügel.
Gegen den Widerstand der Feudalherren vom Geschlecht der Aldobrandeschi und der Bischöfe von Roselle (Toskana) erklärte sich Massa 1225 zur autonomen Republik. Ihre Selbständigkeit konnte die Stadt über mehr als ein Jahrhundert bewahren. Sie lebte hauptsächlich vom Silberbergbau und vom Kupferbergbau und erließ das erste Berggesetzbuch der Welt. Wegweisend war auch die Verwendung des Kompasses, dessen Einsatz als Orientierungshilfe in den Bergwerken von Massa bereits im 13. und 14. Jahrhundert belegt ist. 1335 wurde die Stadt durch Siena erobert und teilte fortan das Schicksal dieser Republik: 1555 Eroberung durch Florenz, 1569 Eingliederung in das Großherzogtum Toskana, das ab 1737 zum Herrschaftsbereich der Habsburger gehörte und 1860 im italienischen Nationalstaat aufging.
Mit ca. 10.000 Einwohnern war Massa Marittima als selbstständiger Stadtstaat ein bedeutendes Wirtschaftszentrum. Die von den umliegenden Sümpfen her um sich greifende Malaria dezimierte aber die Bevölkerung bis zum 16. Jahrhundert auf etwa 500 Einwohner. Erst das von den habsburgischen Großherzögen der Toskana im 18. und 19. Jahrhundert initiierte Rekultivierungs- und Entwässerungsprogramm der Maremma (la bonifica) brachte eine Wende. Die stillgelegten Bergwerke wurden um 1830 revitalisiert, und die Bevölkerungszahlen stiegen wieder. Im Jahr 2000 hat Massa Marittima wieder ungefähr die gleiche Einwohnerzahl wie in den Zeiten um 1300 erreicht.
Bis in die 1970er Jahre war der Bergbau die Haupteinnahmequelle der Stadt. Heute sind die unrentabel gewordenen Bergwerke geschlossen, ein Stollen wurde 1980 zum Museum umfunktioniert und der Tourismus ist heute der vorrangige Wirtschaftsfaktor.
Die Stadt ist Mitglied der Cittàslow, einer 1999 in Italien gegründeten Bewegung zur Entschleunigung und Erhöhung der Lebensqualität in Städten.

## Bevölkerungsentwicklung

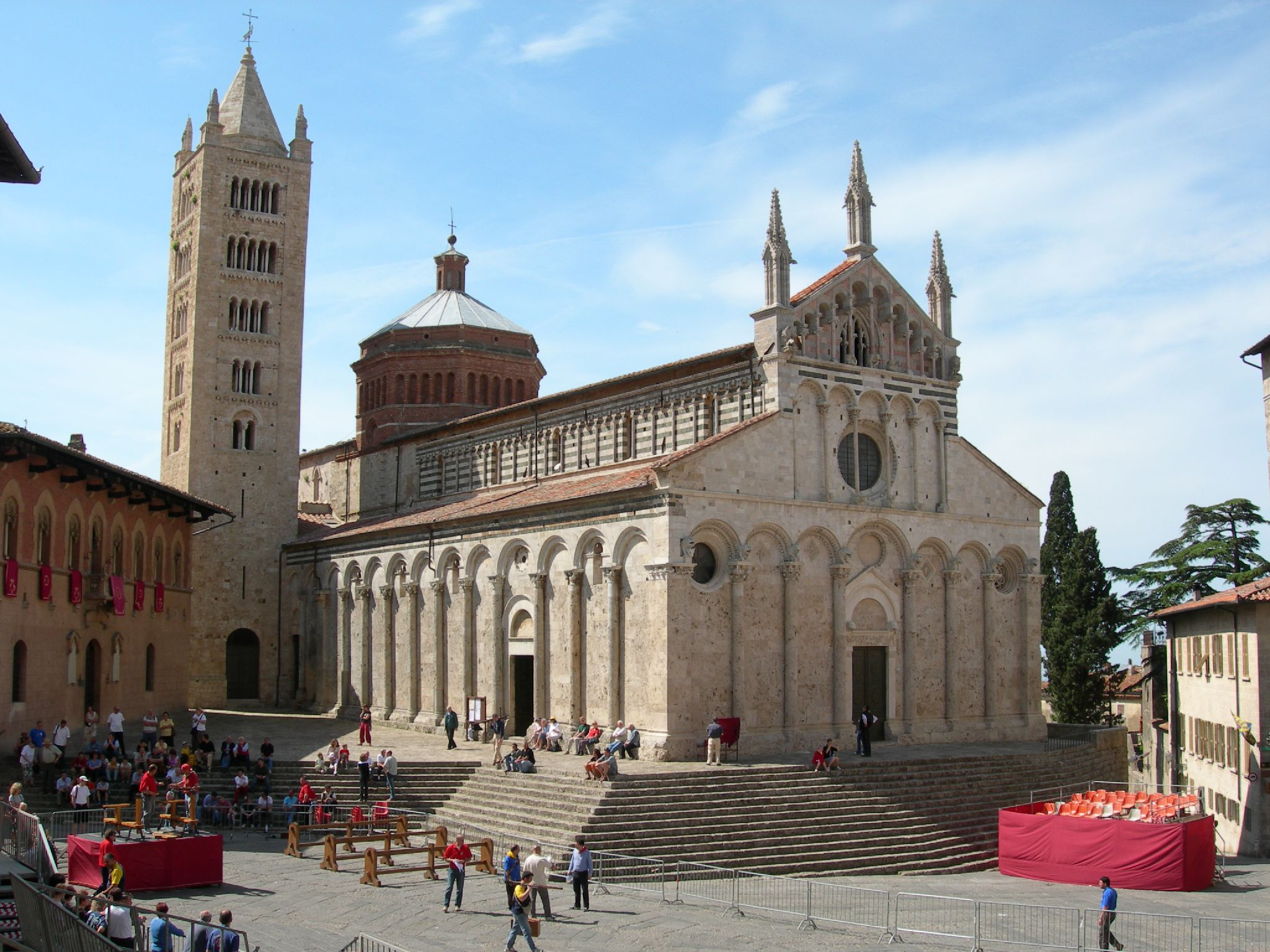
Die Kathedrale San Cerbone

## Sehenswürdigkeiten
Die Stadt Massa Marittima gliedert sich in drei Stadtteile: Die Città Vecchia (= historische Altstadt), das Borgo (ursprünglich das Quartier der Handwerker) und die Città Nuova (= Neustadt), die im Wesentlichen aus den Wohnvierteln der ehemaligen Bergarbeiter besteht.

### Città Vecchia

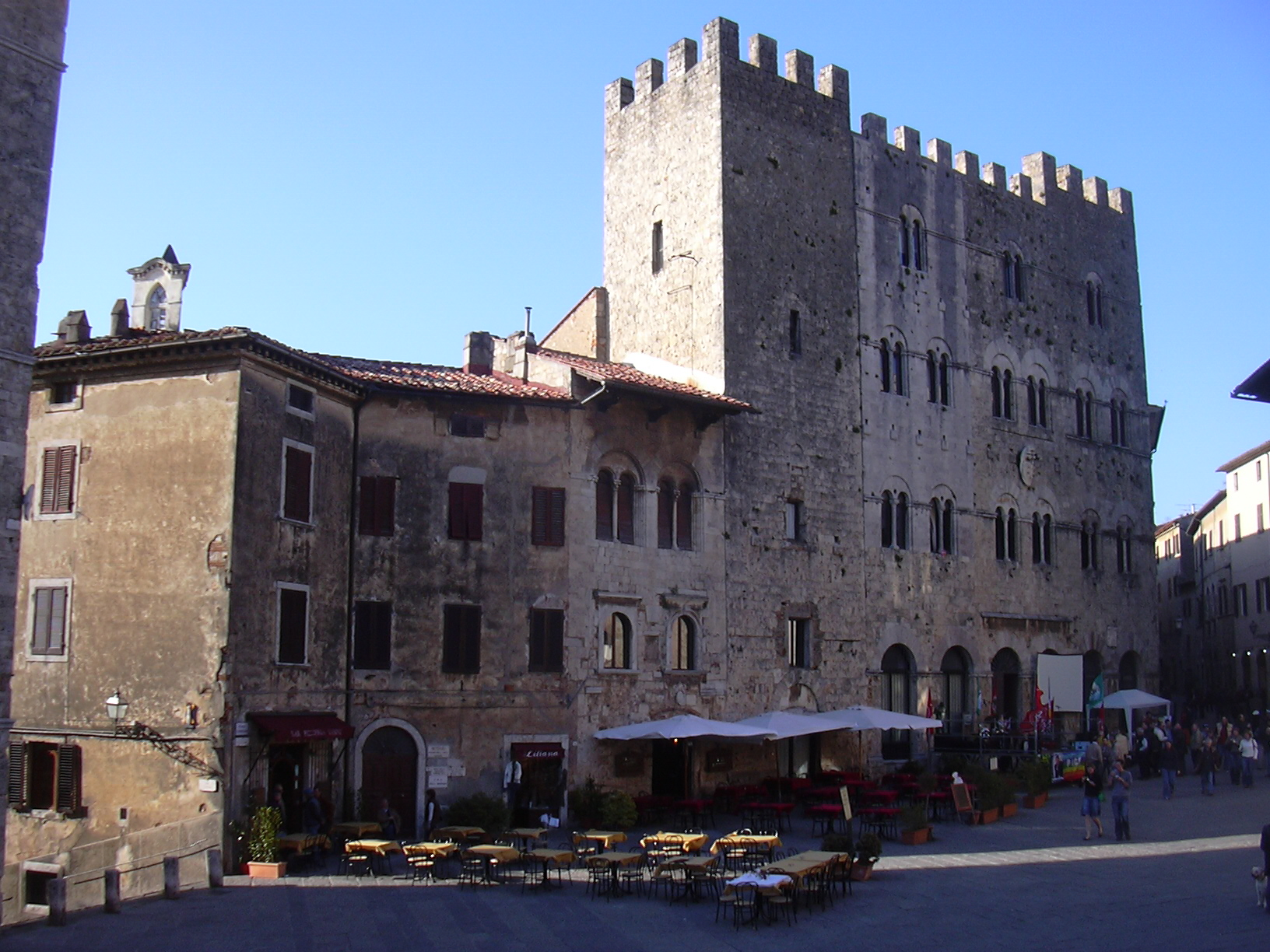
Piazza Garibaldi mit Palazzo Comunale und Palazzo dei Conti di Biserno

Kernstück der Unterstadt ist die Piazza Garibaldi mit:
- Dom San Cerbone
- Palazzo del Podestà (13. Jahrhundert, heute Archäologisches Museum)
- Palazzo Comunale (um 1250 begonnen, mehrfach verändert); ältester Teil ist der Gefängnisturm Torre del Bargello, benachbarte Gebäude wurden später errichtet und eingebunden
- Palazzo dei Conti di Biserno, bis 17. Jahrhundert Bischofspalast, ehe die Bischöfe in ein neues Gebäude neben dem Dom einzogen
- Loggia del Comune aus dem 14. Jahrhundert (erneuert und durch ein Obergeschoss erweitert im 19. Jahrhundert)
- Palazzo Bandini
- Palazzo Pannocchieschi
- L’Albero della Fecondità („Baum der Fruchtbarkeit“), ein Fresko einer alten Brunnenmauer, das 1265 entstand.[6] Es zeigt 25 Phalli als Baumfrüchte über sich teilweise streitenden, teilweise die Geschlechtsteile erntenden Frauen.

Von diesem zentralen, dreiecksförmigen Platz geht die Flaniermeile Corso della Libertà mit zahlreichen, teilweise stark veränderten mittelalterlichen Adelspalästen, heute Geschäfte, Cafés und Restaurants beherbergend, aus. In dieser Straße befindet sich auch das Geburtshaus des Franziskaners Bernhardin von Siena.

### Città Nuova

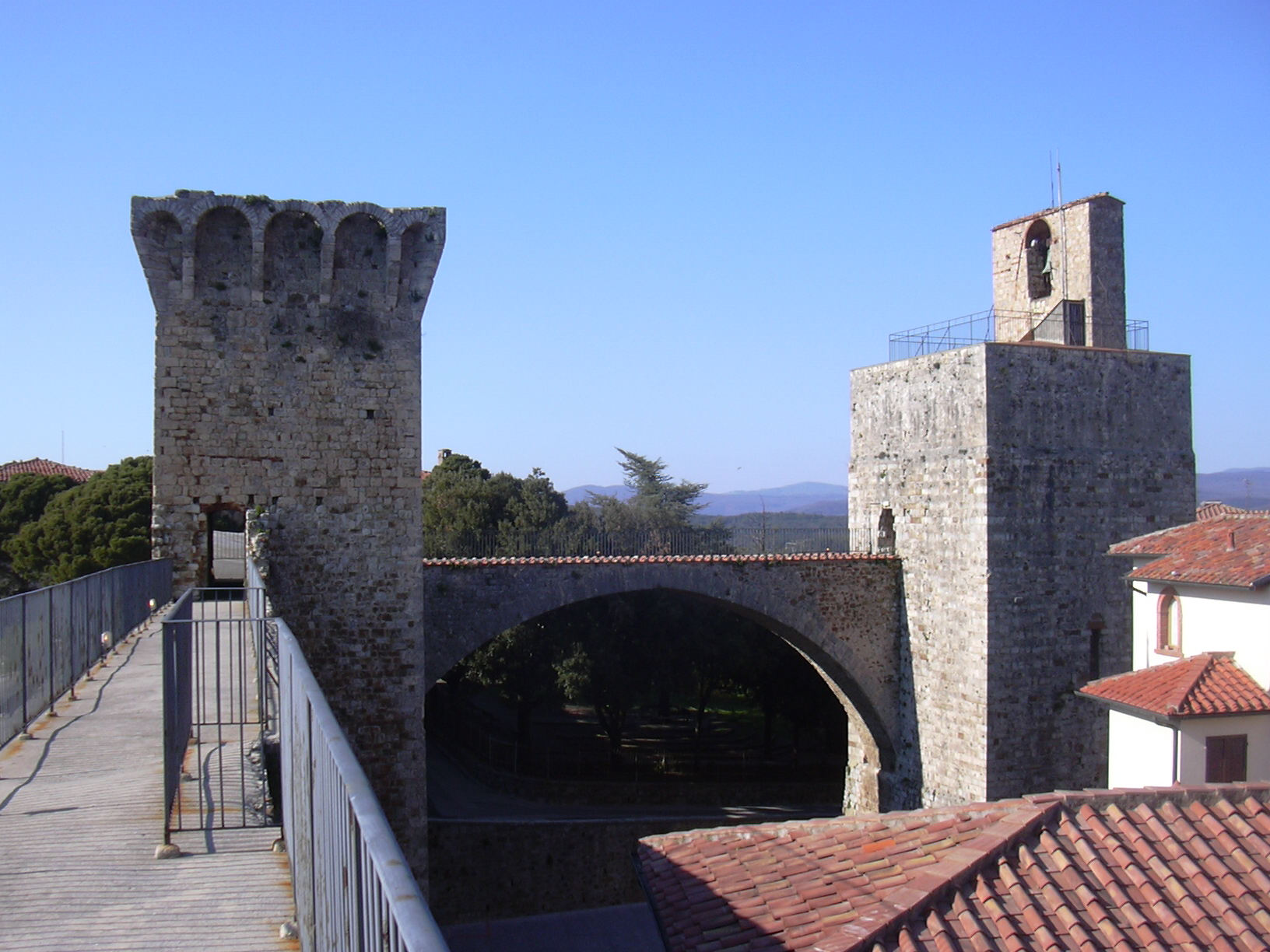
Festung mit Torre del Candeliere und Arco Senese

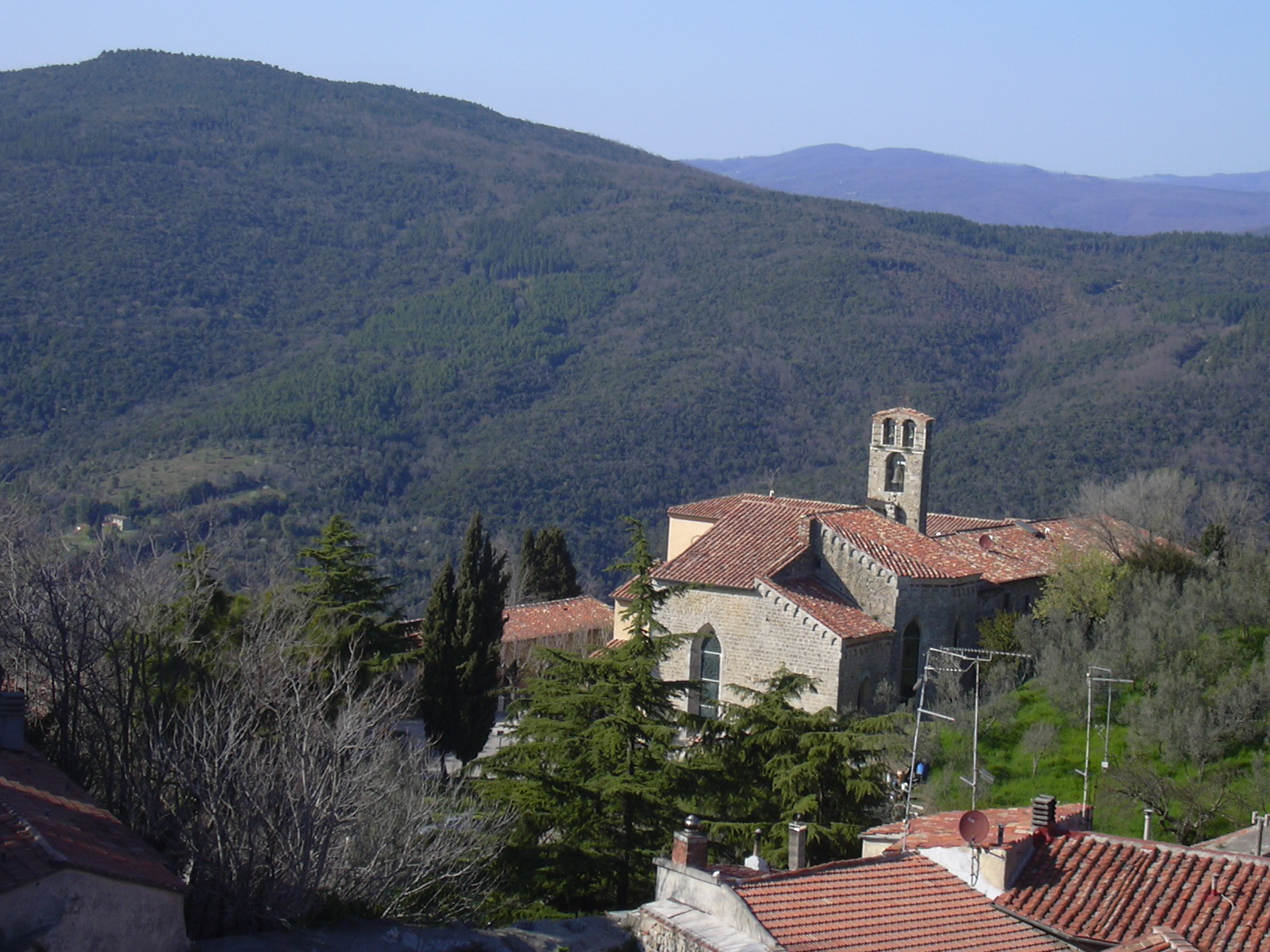
Blick in die Colline Metallifere hinter San Francesco

Nach der Eroberung des Stadtstaates 1335 befestigten die Sienesen Massa Marittima. Der schon unter den Massetanern vorhandene, massive quadratische Wehrturm (Torre del Candeliere) wurde dabei mit den neuen Bastionen durch einen 22 m großen gotischen Bogen (den so genannten Arco Senese) verbunden.
Die Festung – soweit nicht unter den Habsburgern im 18./19. Jahrhundert abgerissen – ist begehbar; der Turm kann bestiegen werden und eröffnet eine weite Aussicht über die Stadt.
Von der sienesischen Stadtbefestigung stehen im Übrigen noch drei Tore:
- Im Norden die Porta San Rocco,
- im Süden die Porta al Salnitro sowie
- im Osten die Porta alle Sicili.

Weitere Sehenswürdigkeiten der Oberstadt:
- Piazza Matteotti mit ehemaligem Waffenarsenal (Palazzetto degli Armi, 14. Jh., heute ein Museum für die Geschichte des Bergbaus)
- Ölmühlen-Museum (Antico Frantoio) mit Olivenpresse aus dem 18. Jh.
- Bergwerkmuseum in einem 700 m langen Stollen, mit Arbeitsgeräten und Mineraliensammlung
- Augustinerkirche, eine 1273 begonnene Hallenkirche mit polygonaler Apsis nach den Plänen von Domenico di Agostino, einem Kreuzgang aus dem 15. Jh. und Campanile von 1627; angrenzend das nur noch teilweise erhaltene romanische Bethaus San Pietro all'Orto mit sienesischen Freskenresten aus dem Leben des Hl. Nikolaus von Tolentino
- Franziskanerkirche außerhalb der Stadtmauern, 13. Jh. datierend, stark verändert

### Borgo

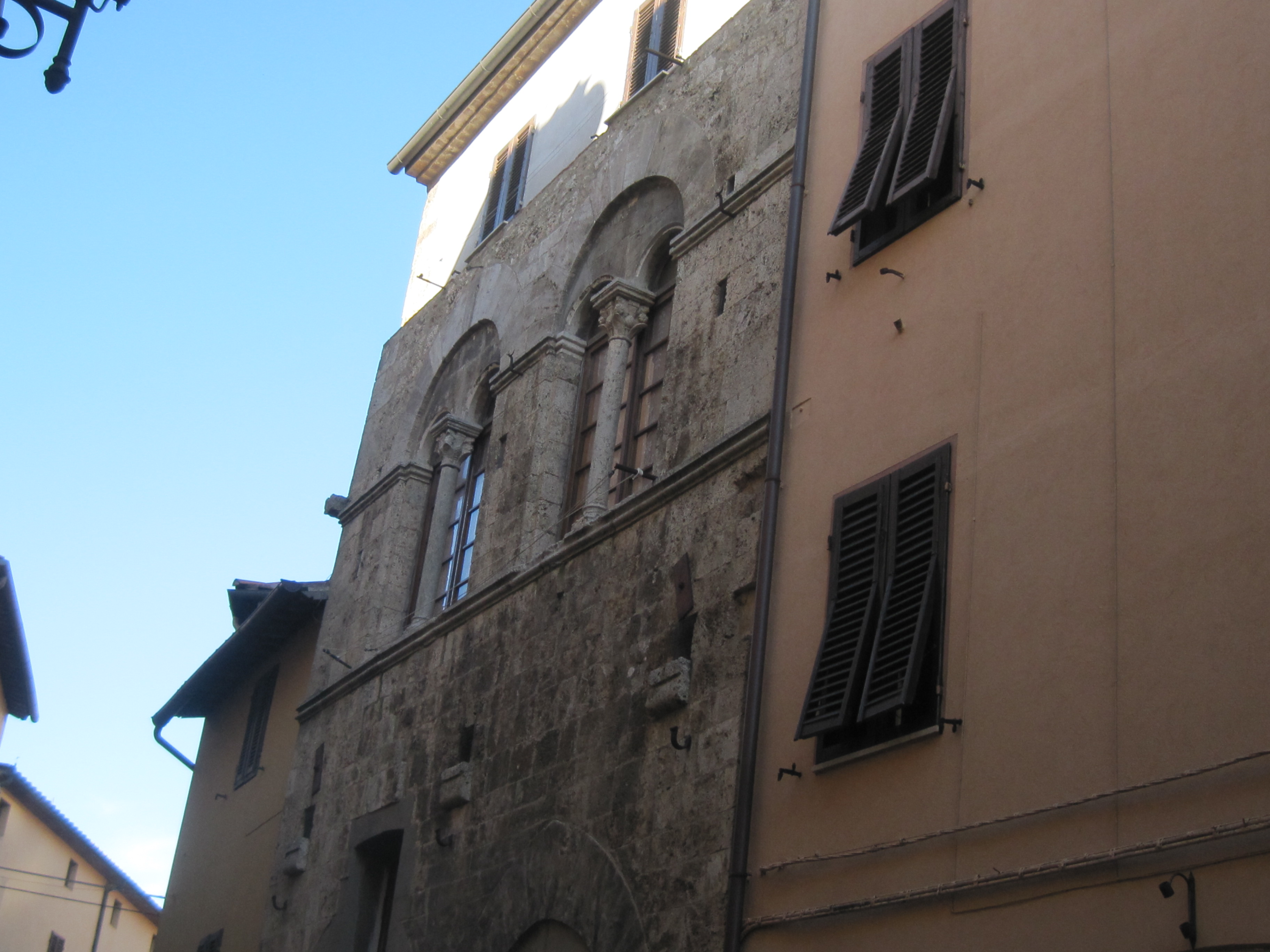
Turmhaus Casa Fedi

Borgo war ursprünglich das Quartier der Handwerker.
- Casa Fedi, Turmhaus, 14. Jh. datierend
- Casa Billi, Turmhaus, 13. Jh. datierend
- Palazzina della Zecca, Gelände der alten Münzprägeanstalt

## Armbrust-Wettschießen

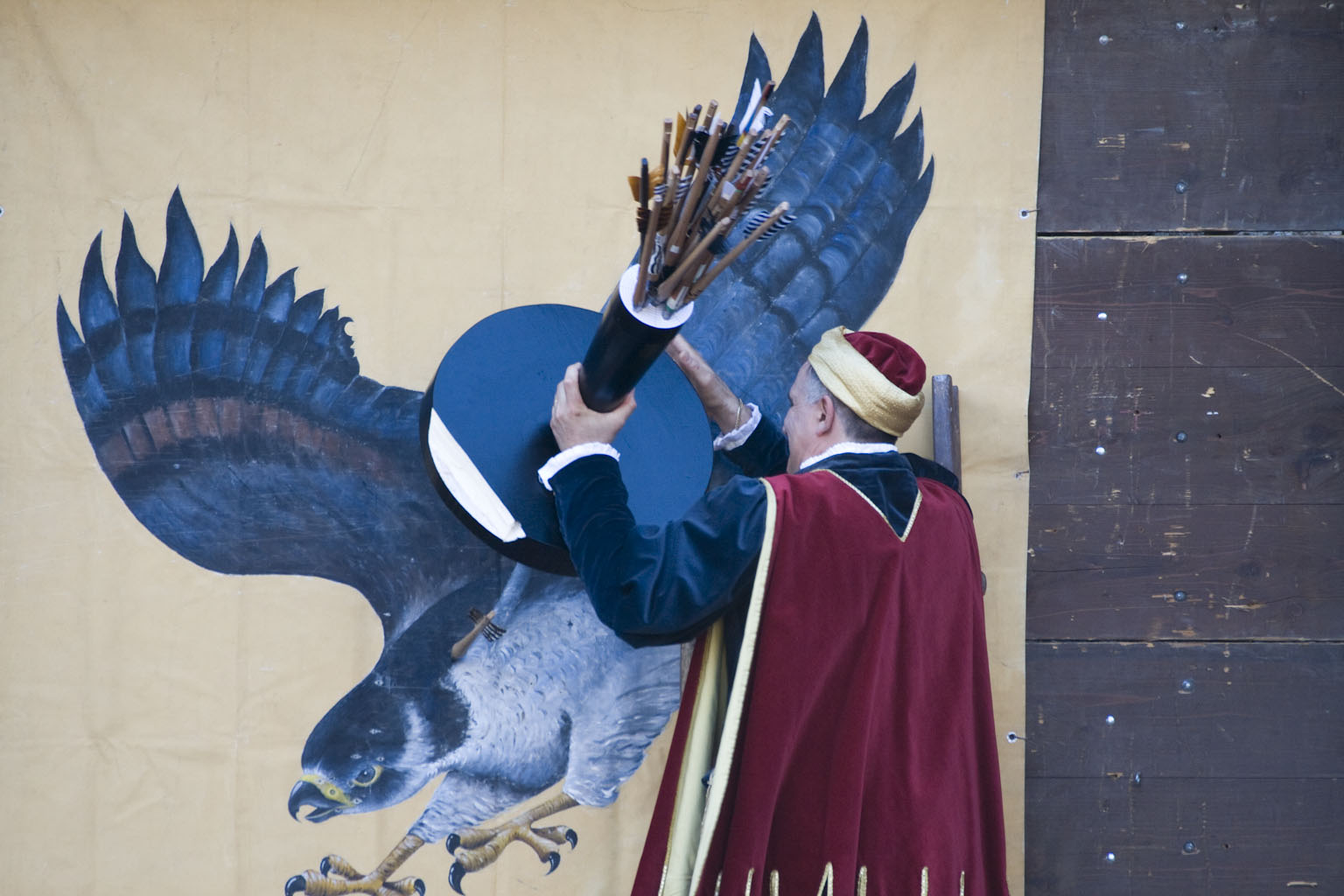
Die Pfeile im Ziel werden zum Abschluss des Wettschießens gezählt

Zweimal jährlich, am vierten Sonntag im Mai zu Ehren des Hl. Bernhardin von Siena sowie am zweiten Sonntag im August an oder nach Mariä Himmelfahrt, findet das historische Armbrustschießen Balestro del Girifalco statt. Es ist ein Wettstreit der drei historischen Stadtteile (Terzieri) – eine Idee, die auch dem Palio di Siena zugrunde liegt, in der Ausführung aber nicht vergleichbar ist.
Eröffnet wird das Fest durch einen Umzug von 150 Personen in historischen Kostümen und einer Demonstration der Fahnenschwinger (Sbandonieri). Die Kernzeremonie besteht darin, dass 24 Armbrustschützen (je 8 aus den Stadtteilen Cittàvecchia, Cittànuova und Borgo) aus einer Distanz von 36 m auf das Herz eines künstlichen Falken, ein Stück Holz von 12 cm Durchmesser, zielen müssen; der Falke symbolisiert den Feind. Es gewinnt der Stadtteil, dessen Schützen die meisten Treffer bzw. besten Annäherungen erzielen.

## Söhne und Töchter der Stadt
- Constantius Gallus (325/326–354), römischer Kaiser
- Bernhardin von Siena (1380–1444), Heiliger
- Umberto Lenzi (1931–2017), Filmregisseur und Autor
- Luciano Tovoli (* 1936), Kameramann